# 애브너 더블데이

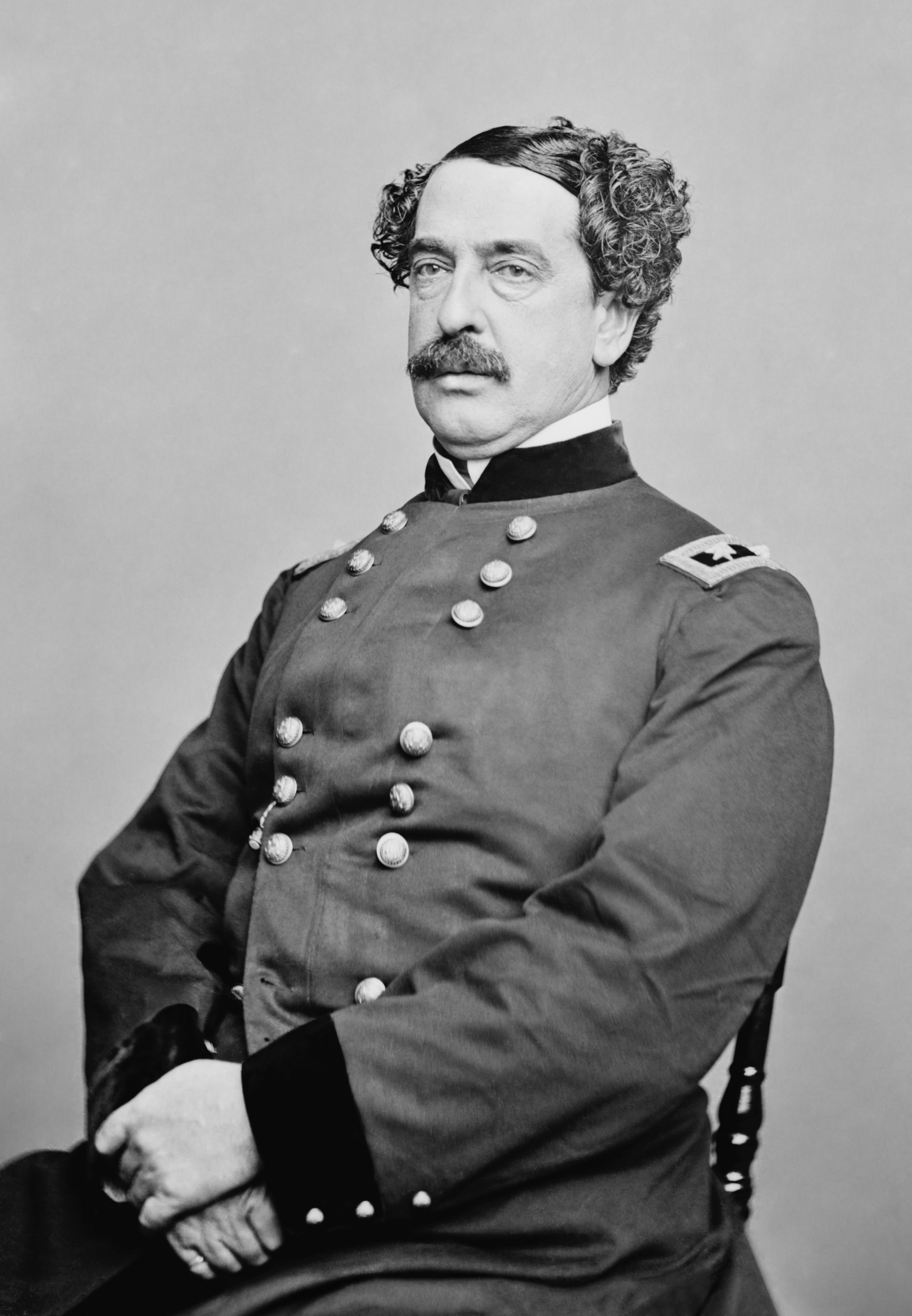
애브너 더블데이

애브너 더블데이(Abner Doubleday, 1819년 6월 26일 ~ 1893년 1월 26일)는 미국 육군 군인이고, 남북 전쟁 북군의 장군이었다. 그는 남북전쟁의 시발점인 섬터 요새 전투에서 요새를 방어하기 위해 첫 발포를 했고, 게티스버그 전투 초기 전투에서 중추적인 역할을 했다. 또한 야구를 발명했다는 유명한 전설로 알려져 있지만, 현재는 아니다라고 여겨지는 분위기이다.

## 같이 보기
- 윌리엄 웨브 엘리스